# Ахмед Джалаир
Ахмед Джалаир (дата рожд. неизв. — 31 августа 1410) — правитель из династии Джалаиридов (1382—1410), один из первых азербайджанских поэтов.

## Биография
Будучи четвёртым сыном султана Шейха Увейса, Ахмед во время правления своего старшего брата Хусейна с 1374—1375 годы был наместником Басры. В 1382 году он поднял мятеж, овладел столицей Тебризом и приказал казнить своего брата; однако лишь после упорной борьбы с остальными своими братьями (до 1384 года) он был признан правителем во всем государстве.
Уже в ближайшие годы он был вынужден отдать большую часть своих земель внешним врагам; его столица Тебриз в месяце зуль-ка`да 787 года хиджры (декабрь 1385 — январь 1386 года) была жестоко опустошена Тохтамышем, в 1386 году — Тимуром, а после ухода Тимура в 1387 году занята туркоманами ( огузами ) Кара-Коюнлу во главе с Кара-Мухаммедом.
В 1393 году и вторая столица Ахмеда, Багдад, была завоёвана Тимуром. Его жены и его сын Ала ад-дауля оказались во власти победителя; самому Ахмеду пришлось бежать в Египет, где он в сафаре 796 г.х. (декабрь 1393 — январь 1394 года) был дружественно принят султаном Баркуком. С египетской помощью ему удалось ещё в том же году вернуться в Багдад, где он смог удержаться несколько лет, частично с помощью туркоманского ( огузского ) правителя Кара-Юсуфа, как против полководцев Тимура, так и против своих собственных мятежных подданных.
Лишь в июле 1401 года Багдад был вторично завоеван Тимуром; Ахмед оставил город ещё раньше и, в союзе с Кара-Юсуфом, отправился сначала в Сирию, потом в Малую Азию. Во время войны между Тимуром и Баязидом он воспользовался случаем, чтобы снова овладеть Багдадом, однако вскоре после этого был вынужден уступить своему прежнему союзнику Кара-Юсуфу и снова искать убежища в Сирии, куда за ним последовал и его противник после взятия Багдада внуком Тимура Абу Бакром. В Сирии оба были посажены в тюрьму и освобождены только в 1405 году, после смерти Тимура.
За короткое время Ахмеду удалось отвоевать всё своё государство; однако в следующие годы он был вытеснен из Азербайджана Абу Бакром, а тот, в свою очередь, — Кара-Юсуфом; Ахмед был разбит последним 30 августа 1410 года под Тебризом и на следующий день убит.
В источниках Ахмед изображается как жестокий, жадный и вероломный деспот, однако вместе с тем как храбрый воин и защитник учёных и поэтов; сообщается, что он и сам писал стихи на азербайджанском, арабском и персидском языках, а также написал несколько трудов по музыке.